# 石龙水库
石龙水库是中国湖北省荆门市京山县境内的一座水库，位于天门河支流司马河上，建于1955年。水库正常库容为3998万立方米，集雨面积为132.5平方千米，海拔为66.75米。